# Melasina semilugubrella
Melasina semilugubrella är en fjärilsart som beskrevs av Charles Théophile Bruand d’Uzelle 1853. Melasina semilugubrella ingår i släktet Melasina och familjen säckspinnare. Inga underarter finns listade i Catalogue of Life.